# 다크 엔젤 (1990년 영화)
《다크 엔젤》(Dark Angel)은 1990년 공개된 미국의 영화이다.

## 출연

### 주연
- 돌프 룬드그렌

### 조연
- 브라이언 벤벤
- 베치 브랜틀리
- 매티아스 휴즈
- 제이 빌라스

## 기타
- 미술: 필립 레너드
- 의상: 조셉 A. 포로